# Demiricous
Demiricous est un groupe américain de death metal, originaire d'Indianapolis, dans l'Indiana.

## Histoire
Le groupe est formé pendant l'Halloween 2001 par le bassiste et chanteur Nate Olp, le guitariste Scott Wilson et le batteur Chris Cruz. Six mois plus tard, Ben Parrish (ex-Upheaval) rejoint le groupe en tant que deuxième guitariste. Ensemble, ils développent les premières chansons et publient deux démos dans les années qui suivent. Ainsi, ils obtiennent un contrat avec Metal Blade Records et sortent leur premier album, One (Hellbound), en 2006,. Ils se produisent ensuite sur scène avec des groupes comme Exodus, King Diamond et Malevolent Creation.
Le batteur Chris Cruz quitte le groupe peu après et est remplacé par Mike Rafferty (Brand New Sin) pour une tournée avec Himsa et Ringworm. D'autres concerts sont ensuite donnés avec Nodes of Ranvier, If Hope Dies et Still Remains. Fin octobre de la même année, le groupe se produit en Amérique du Nord avec Vital Remains, Grave et Dismember. Ensuite, ils commencent à travailler sur un autre album, avec Dustin Boltjes à la batterie. L'album, Two (Poverty), sort en octobre 2007 et est mixé par Erik Rutan (Morbid Angel, Hate Eternal). En 2008, ils tournent aux États-Unis avec Monstrosity. Puis le groupe décide de se séparer en 2011.
Ils reviennent cinq ans plus tard, en 2016. Après plusieurs sorties de singles entre 2020 et 2022, le groupe sort un troisième album studio, III: Chaotic Lethal en avril 2022,, et se sépare de nouveau la même année.

## Style musical
Le groupe joue un mélange agressif de thrash et de death metal, la musique ressemblant parfois beaucoup à celle de Slayer.

## Discographie
- 2003 : Demo Anno 2003 (démo)
- 2004 : Demo Anno 2004 (démo)
- 2006 : One (Hellbound) (album, Metal Blade Records)
- 2007 : Two (Poverty) (album, Metal Blade Records)
- 2011 : Demo (démo)
- 2020 : Fuck It... We'll Do It Live (album live)
- 2022 : III: Chaotic Lethal (album)